# Liste von Sakralbauten in Schleswig-Holstein

Landkreise und kreisfreie Städte in Schleswig-Holstein

Die Liste von Sakralbauten in Schleswig-Holstein ist nach Landkreisen und kreisfreien Städten Schleswig-Holsteins untergliedert.

## Liste
- Liste von Sakralbauten im Kreis Dithmarschen
- Liste von Sakralbauten in Flensburg
- Liste von Sakralbauten im Kreis Herzogtum Lauenburg
- Liste von Sakralbauten in Kiel
- Liste von Sakralbauten in Lübeck
- Liste von Sakralbauten in Neumünster
- Liste von Sakralbauten im Kreis Nordfriesland
- Liste von Sakralbauten im Kreis Ostholstein
- Liste von Sakralbauten im Kreis Pinneberg
- Liste von Sakralbauten im Kreis Plön
- Liste von Sakralbauten im Kreis Rendsburg-Eckernförde
- Liste von Sakralbauten im Kreis Schleswig-Flensburg
- Liste von Sakralbauten im Kreis Segeberg
- Liste von Sakralbauten im Kreis Steinburg
- Liste von Sakralbauten im Kreis Stormarn